# Mesobracon pulchripennis
Mesobracon pulchripennis är en stekelart som beskrevs av Szepligeti 1902. Mesobracon pulchripennis ingår i släktet Mesobracon och familjen bracksteklar. Inga underarter finns listade i Catalogue of Life.